# Hurtu

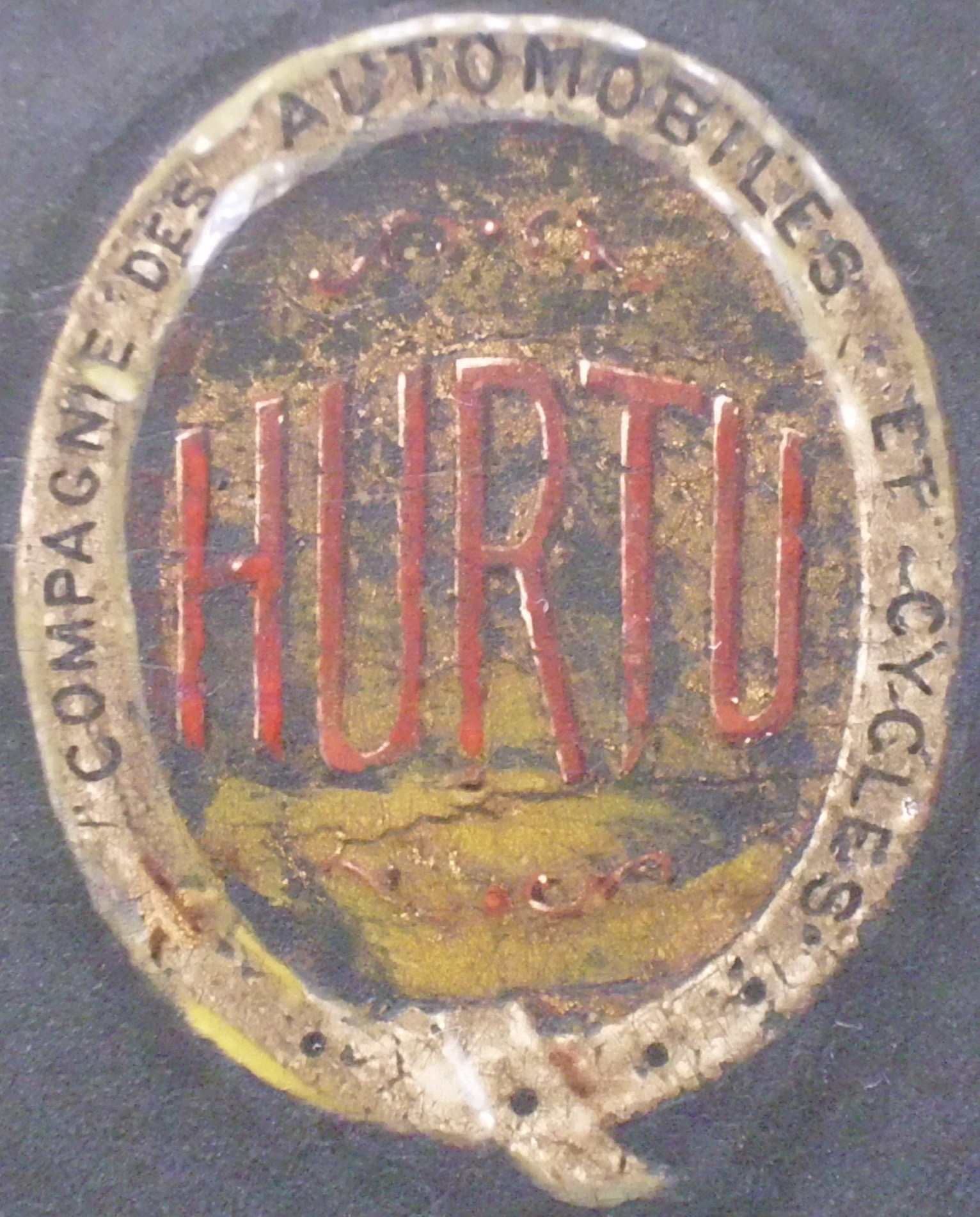
Emblem 1897

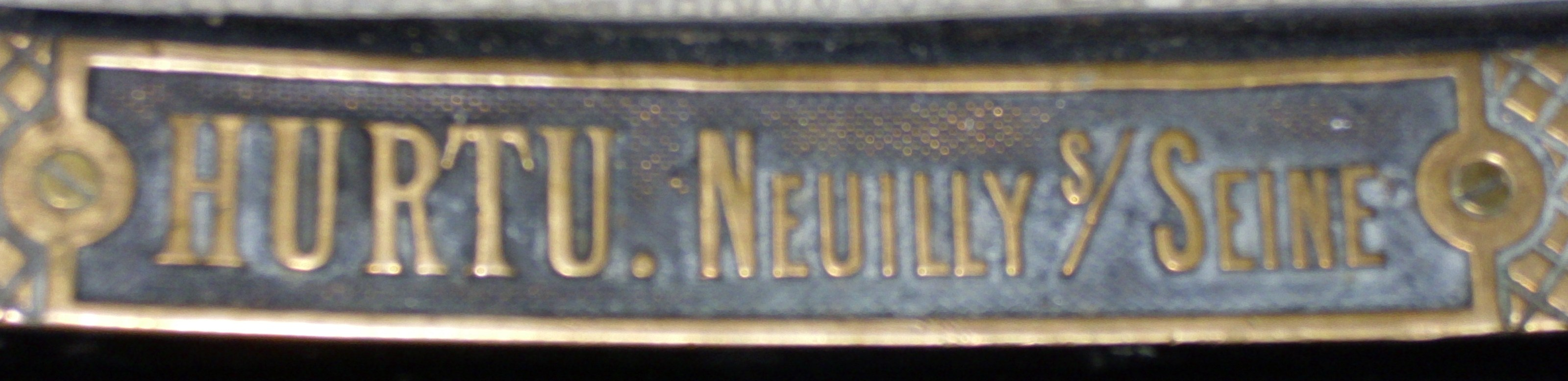
Emblem etwa 1900

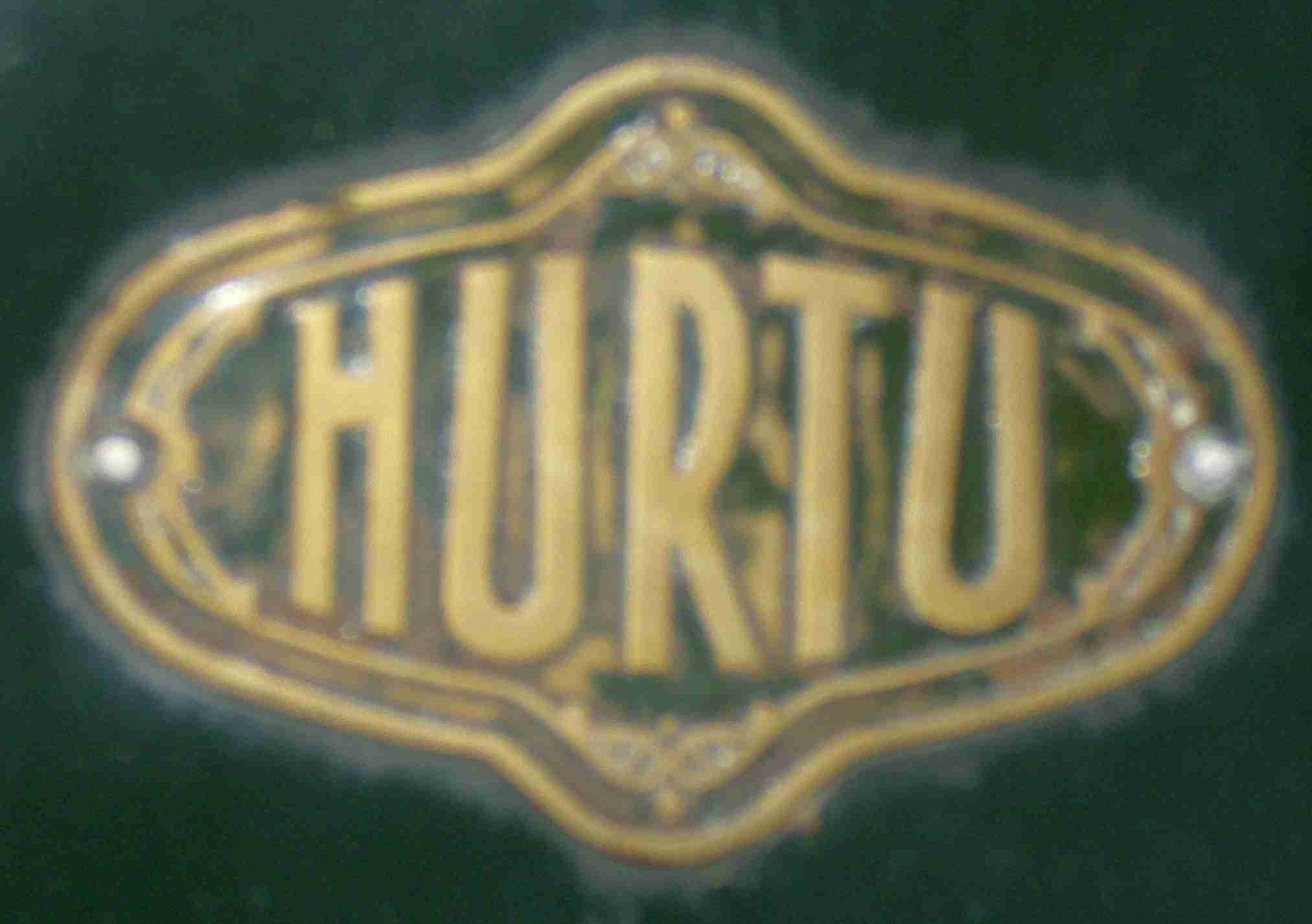
Emblem 1910

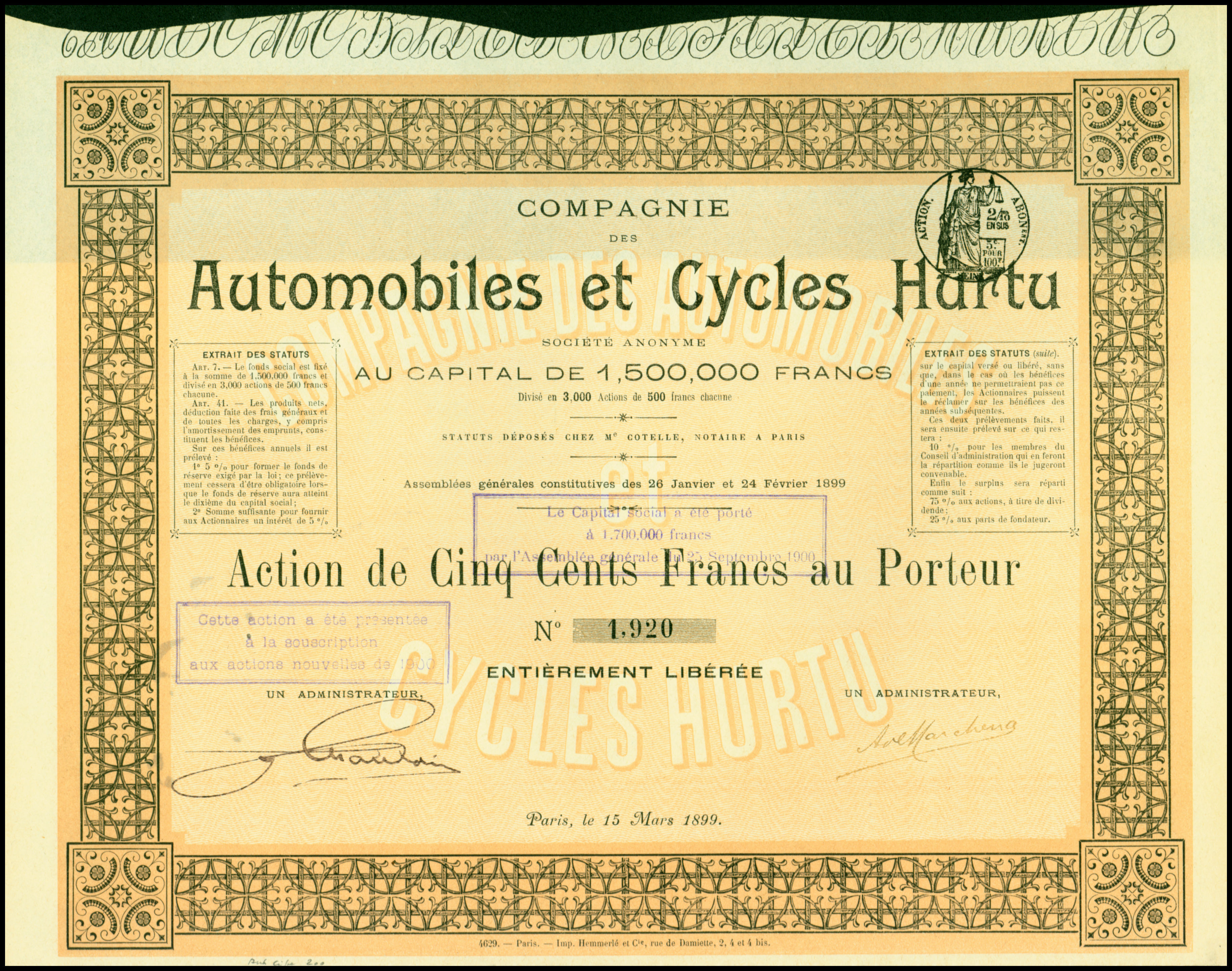
Aktie über 100 Francs der Compagnie des Automobiles et Cycles Hurtu vom 15. März 1899

Die Compagnie des Automobiles et Cycles Hurtu war ein französischer Hersteller von Automobilen.

## Unternehmensgeschichte
Die Herren Hurtu, Hautin und E. Diligeon gründete 1880 das Unternehmen Hurtu, Hautin et Diligeon in Albert zum Bau von Nähmaschinen. Später folgten Werkzeugmaschinen, Schleifmaschinen und Fahrräder, die als Hurtu vermarktet wurden. 1895 verkaufte E. Diligeon seine Anteile und gründete sein eigenes Unternehmen Diligeon et Cie. Der Markenname Hurtu blieb unverändert. 1896 begann die Automobilfertigung nach einer Lizenz von Automobiles Léon Bollée. 1897 entstand das erste Auto eigener Konstruktion. Marshall & Co aus Manchester war Lizenznehmer. 1899 erfolgte die Umbenennung in Compagnie des Autos et Cycles Hurtu. Weitere Fabriken befanden sich in Neuilly-sur-Seine und Rueil. Die Automobilproduktion stieg an. So entstanden 1913 600 Fahrzeuge. 1930 endete die Produktion.

## Fahrzeuge
Das erste Modell ähnelte dem deutschen Benz und besaß einen Einzylindermotor. Der Hubraum betrug 1718 cm³ mit 125 mm Bohrung und 140 mm Hub. Ab 1900 gab es das modernere Modell 3 ½ CV mit einem Einzylindermotor von De Dion-Bouton. Außerdem entstanden ab 1900 Modelle mit Einzylinder-, Zweizylinder- und Vierzylindermotoren von Aster. 1912 bestand das Angebot aus dem Einzylindermodell 8 CV und dem Vierzylindermodell 10 CV. Ein Vierzylindermotor hatte 2496 cm³ Hubraum mit 85 mm Bohrung und 110 mm Hub. Der 13 HP von 1920 hatte einen Hubraum von 2359 cm³ mit 76 mm Bohrung und 130 mm Hub. Der Radstand betrug 2900 mm und die Spurweite 1300 mm. Ab 1922 entstand ein Vierzylindermodell mit 2000 cm³ Hubraum.
Ein Fahrzeug dieser Marke ist im Musée de l’automobile de la Fondation Pierre Gianadda in Martigny in der Schweiz zu besichtigen.

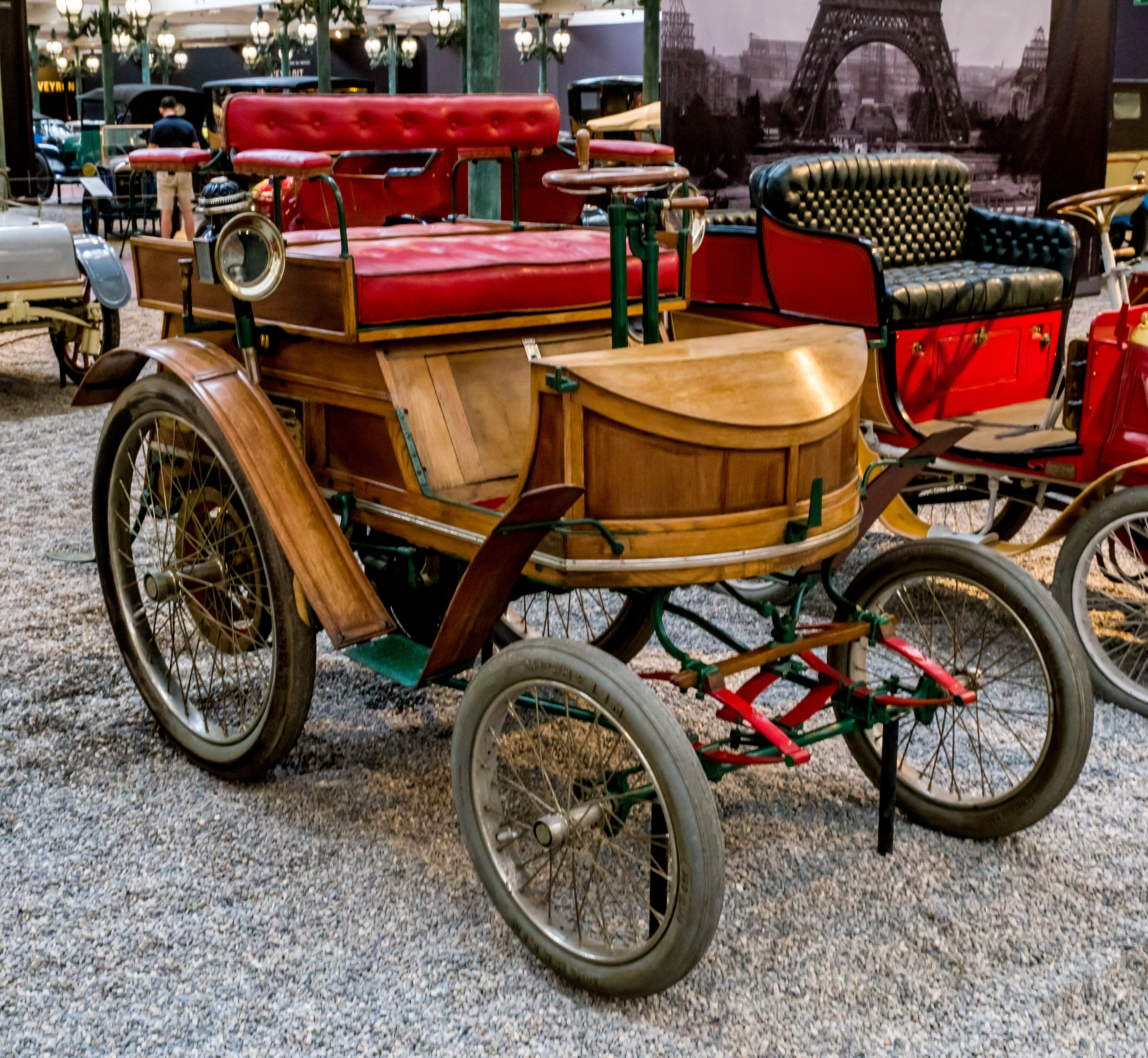
Hurtu (1897) in der Cité de l’Automobile – Musée National – Collection Schlumpf
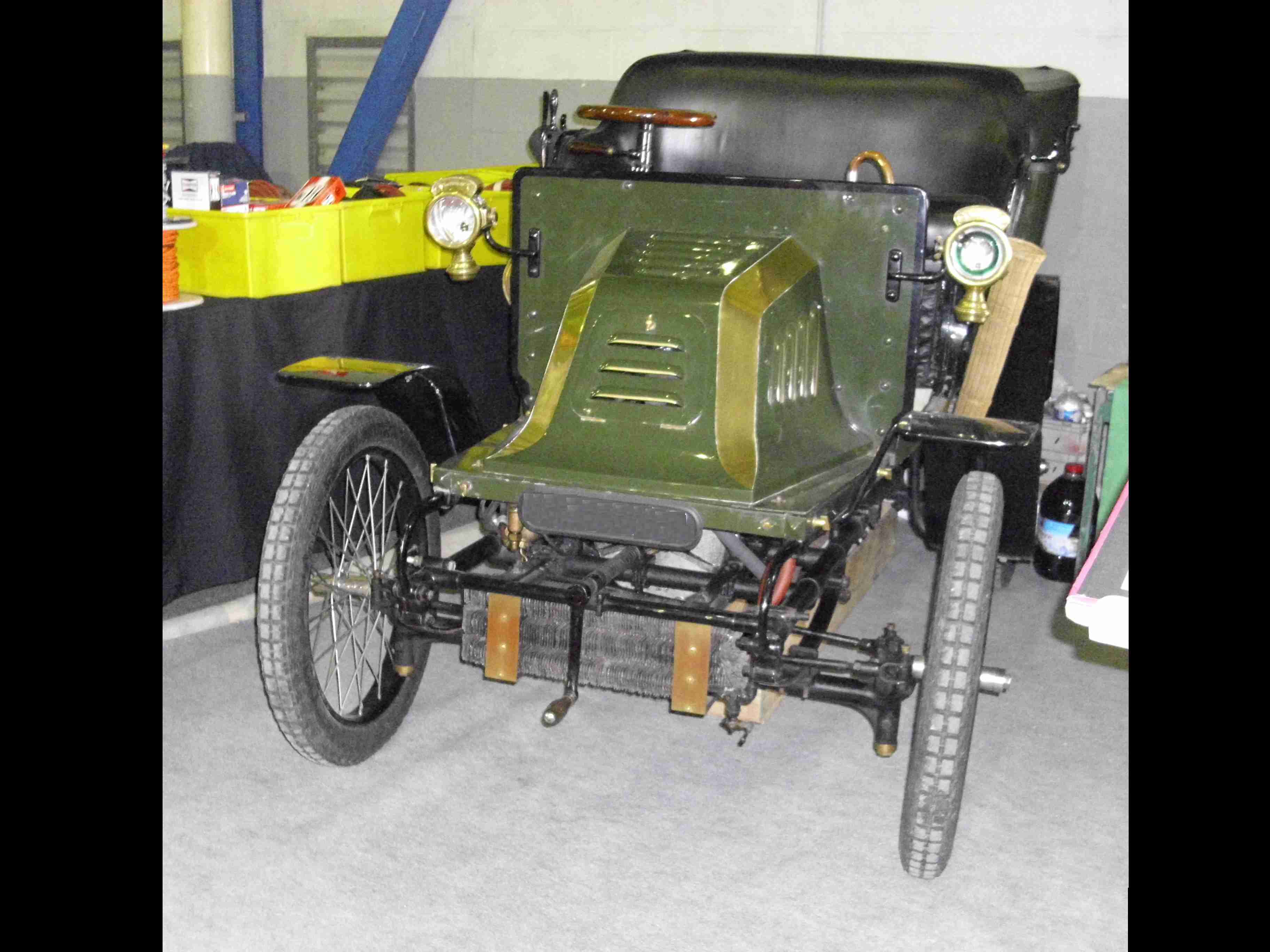
Hurtu (etwa 1900)
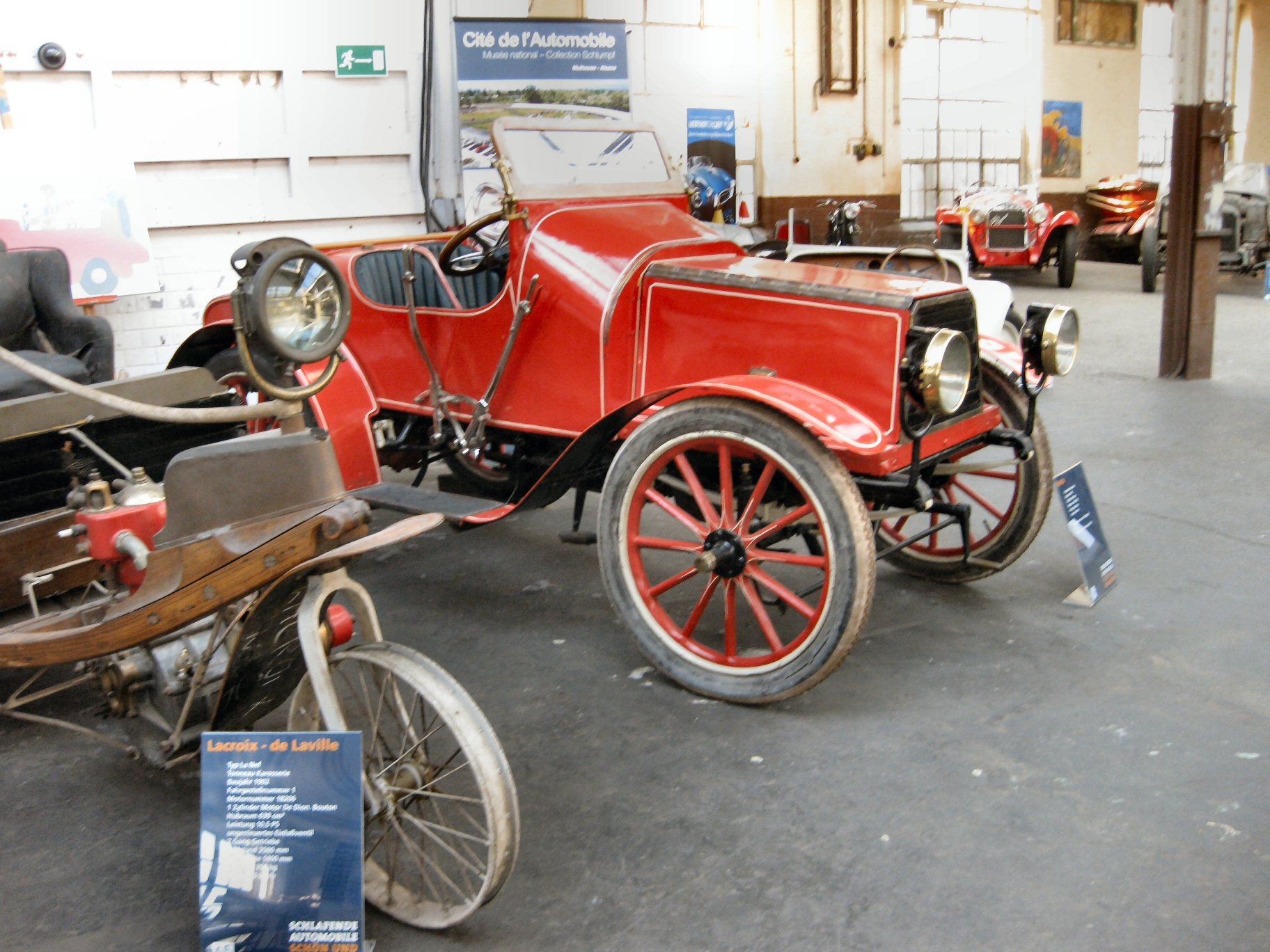
Hurtu (1904) mit modernerer Karosserie aus Depot Schlumpf
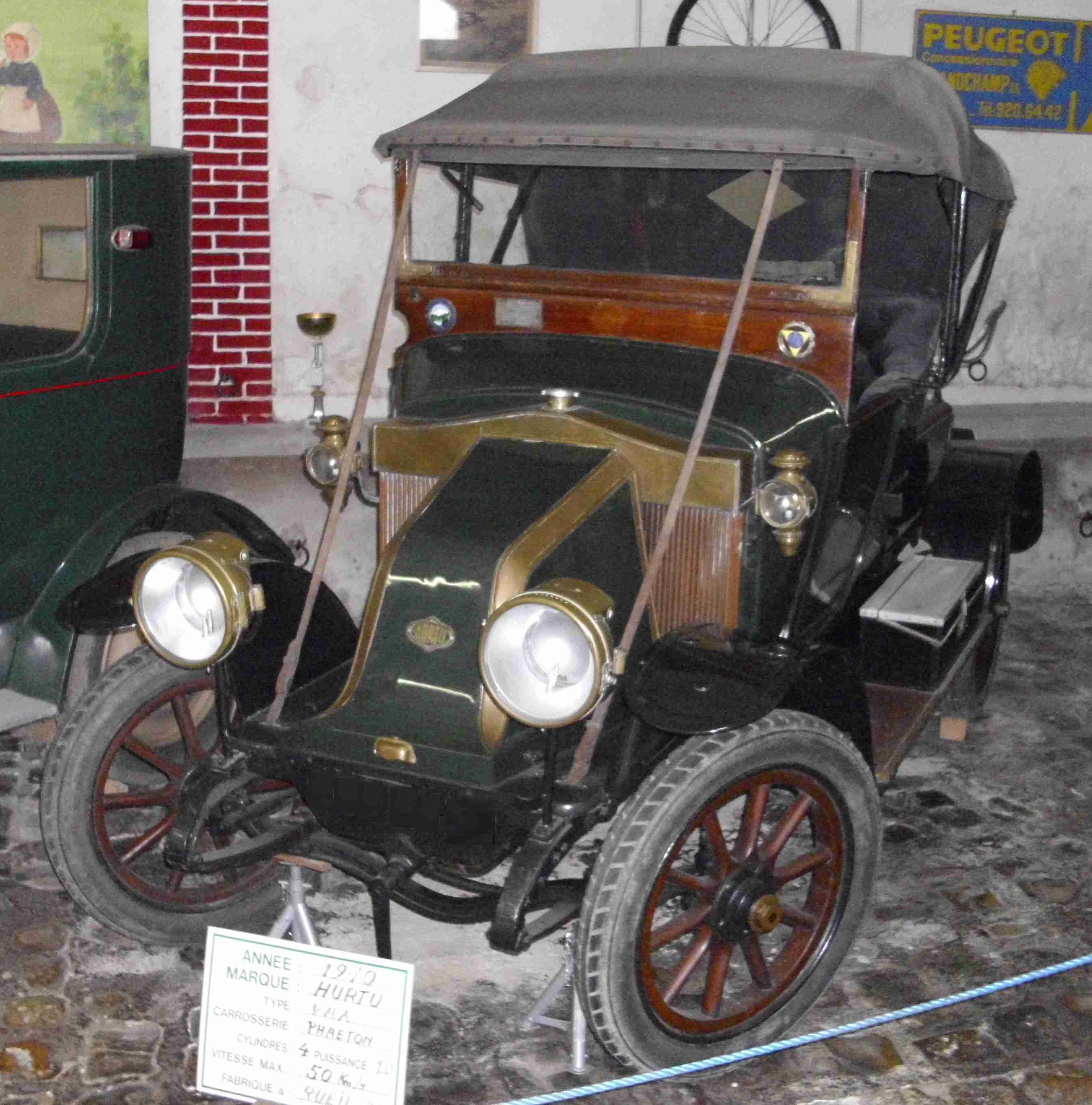
Hurtu (1910)
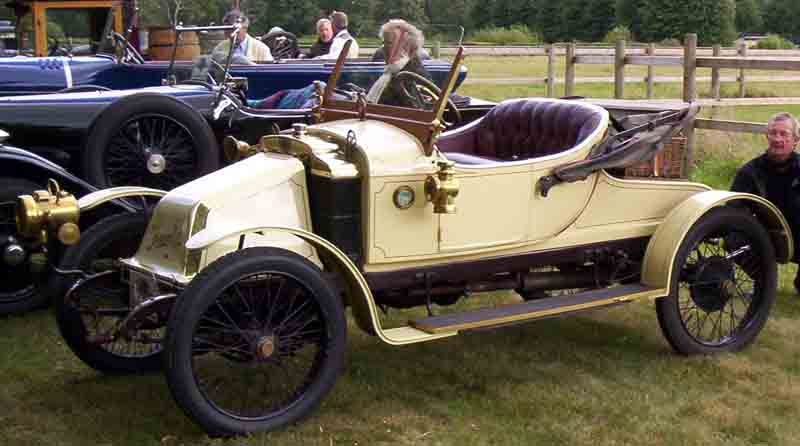
Hurtu (1912)